# Zapata (Texas)
Zapata statisztikai település az Amerikai Egyesült Államok Texas államában, Zapata megyében, melynek megyeszékhelye. Lakosainak száma 5383 fő (2020. április 1.).

## Népesség
A település népességének változása:

| 2010 | 5 089 |
| 2020 | 5 383 |